# Гай Клувий
Гай Клу́вий (лат. Gaius Cluvius; умер, предположительно, после 29 года до н. э.) — римский политический и военный деятель эпохи поздней Республики, занимавший должность претора, по одной из версий, после 43 года до н. э. Являясь со времён междоусобной войны цезарианцем, Гай после гибели диктатора выказал себя приверженцем Марка Антония.

## Биография
Гай Клувий принадлежал к всадническому роду Клувиев, происходивших из Кампании; впрочем, о его родителях ничего неизвестно. Приблизительно в конце 50-х годов до н. э. женился на представительнице богатого рода Туриев. На начальном этапе гражданской войны 49—45 годов до н. э. стал приверженцем Гая Юлия Цезаря.
Весной 46 года до н. э. Гай Клувий принимал участие в битве при Тапсе, где цезарианцы ловкими манёврами смогли сломить сопротивление республиканцев. После военных действий в Африке Гай вернулся в Рим, где стал помощником городского префекта Луция Мунация Планка.
Известно, что в 45 году до н. э., будучи префектом флота (лат. Praefectus classis), Клувий совместно с Квинтом Оппием занимался чеканкой монет в Испании, сопровождая Юлия Цезаря в походе против Гнея Помпея-младшего. После победы при Мунде Гай Клувий был назначен наместником провинции Цизальпийская Галлия. Одновременно чеканил дупондии в честь испанского триумфа Юлия Цезаря. Его каденция в Цизальпийской Галлии продолжалась до начала 44 года, когда в провинцию прибыл сменивший Клувия Децим Юний Брут.
В 43 году до н. э. Клувий поддержал триумвиров Октавиана и Марка Антония, благодаря чему в 42 до н. э. смог добиться от Октавиана, который находился тогда в Эпире, эдикта о помиловании своего свояка, внесённого в проскрипционный список.
В середине 29 года до н. э. стал, после Октавиана, консулом-суффектом вместе с Валерием Мессалой. О дальнейшей судьбе Гая Клувия ничего неизвестно.